# Haličsko-vladiměřské království
Haličsko-vladiměřské království, též Království Haličské a Vladiměřské (polsky Królestwo Galicji i Lodomerii, německy Königreich Galizien und Lodomerien), zjednodušeně Rakouská Halič nebo jen Halič, byla korunní země habsburské monarchie, Rakouského císařství a později Rakouska-Uherska. Vzniklo v roce 1772 na základě prvního dělení Polska anexí jižní části polského území. Během třetího dělení Polska v roce 1795 bylo rozšířeno o Krakov a zbytek Malopolska a začleněno do Habsburské monarchie jako království, poté roku 1804 jako korunní země Rakouského císařství, a to až do roku 1918, kdy se Rakousko-Uhersko rozpadlo a celé území nakonec připadlo Druhé Polské republice. Dnes je rozděleno mezi Polsko a Ukrajinu.
Jednalo se o druhou největší habsburskou korunní zemi po Uherském království. Rozloha činila zhruba 78 500 km² (bez Bukoviny), počet obyvatel roku 1910 přesahoval 8 milionů. Prostírala se vně karpatského oblouku, vymezená byla zhruba povodím nejhořejší Visly a dále pak jejím tokem až k soutoku se Sanem, pak hranice vedla zhruba na východ přes pásmo Roztočí, na jihovýchod Volyňskou vysočinou a nakonec po Zbruči, Dněstru a Čeremoši zpět na Karpaty.

## Historie

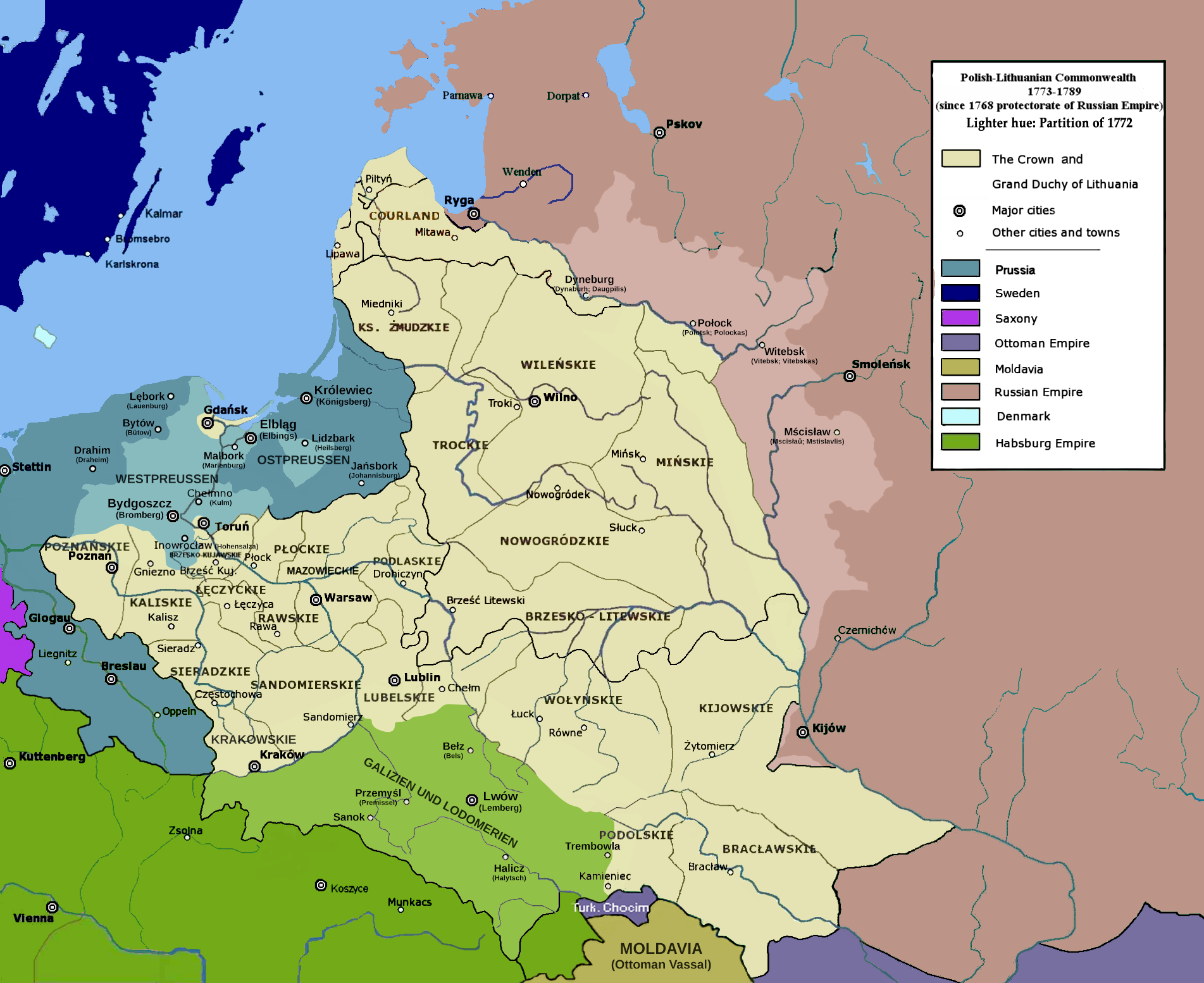
Území Haliče anektované během prvního dělení Polska (světle zelená)

V roce 1772 se habsburské soustátí zúčastnilo prvního dělení Polska, během něhož zabralo jižní část polského státu (konkrétně byla zabrána jihozápadní část Malopolské provincie – jižní (pravobřežní) Malopolsko a Červená Rus). Dělení Polska bylo ve své době rozporuplným činem, který v Evropě vyvolával smíšené pocity. Habsburkové chtěli svým činům dát nádech legálnosti, ale nenašli žádná současná ani dávná práva nebo nároky na Malopolsko. Jediné pojítko, které by je mohlo spojovat s nově zabraným územím, vedlo přes titul uherského krále, který Habsburkové vlastnili. V 13. až 14. století Polsko a Uhersko soupeřilo o Červenou Rus. Uhersku se dokonce nakrátko podařilo ovládnout největší státní útvar na tomto území – Haličské knížectví (hlavní město Halič). Tímto způsobem toto polské území dostalo v habsburském soustátí název téměř neznámého, z mapy Evropy dávno zmizelého rusínského knížectví – Haliče. Druhá složka oficiálního názvu pocházela od města Vladiměř, podle nějž se v historii nazývalo Volyňsko-vladiměřské knížectví; sama Vladiměř nicméně součástí rakouské Haliče nikdy nebyla.
Po páté rusko-turecké válce (1768–1774) Habsburkové získali Bukovinu a v roce 1775 ji připojili k Haliči. V roce 1795 se Habsburkové zúčastnili ještě 3. dělení Polska, během něhož zabrali zbytek Malopolska (včetně Krakova) a jižní část Mazovska.

Vlajka království v letech 1772–1800 a 1849–1890

Nově nabytá území dostala název Západní Halič (geograficky se jednalo spíše o „severní“; někdy byla označována také jako Nová Halič), ale během napoleonských válek v roce 1809 o ně Habsburkové přišli (stala se součástí vytvořeného v roce 1807 polského Varšavského vévodství). Krátce, v letech 1809–1815, Habsburkové přišli také o Tarnopol s okolím, ale po napoleonských válkách ho Rusové Habsburkům vrátili. Posledním územím připojeným k rakouské Haliči byla Krakovská republika (1815–1846) získaná Habsburky po nezdařeném polském povstání na Haliči v roce 1846. V roce 1849 Bukovina získala status samostatné provincie a byla od Haliče oddělena. V roce 1850 byla rakouská Halič administrativně rozdělena na Západní (středisko Krakov) a Východní (Lvov). 
Do roku 1918 byla Halič jednou z korunních zemí monarchie. Disponovala zemskou samosprávou, jejímž nejvyšším orgánem byl Haličský zemský sněm sídlící ve Lvově. Stala se jádrem polské kultury a národního života, neboť rakouská vláda k tomu byla mnohem benevolentnější než Prusko (později Německo) a Rusko, kde žili ostatní Poláci. Podle sčítání roku 1910 se nicméně k polské národnosti hlásilo jen necelých 60 % haličských obyvatel, zatímco 40 % tvořili Rusíni resp. Ukrajinci, obývající zejména venkov ve střední a východní části území. Přes 10 % obyvatel se hlásilo k židovské víře.
Roku 1918 byla západní část Haliče, s naprostou převahou Poláků, začleněna do obnoveného Polska. Na východě území, kolem Lvova, se ustavila Západoukrajinská lidová republika, která se 22. ledna 1919 oficiálně sloučila s Ukrajinskou lidovou republikou. Na základě smlouvy mezi Polskem a Ukrajinou podepsané roku 1920 ovšem Polsku připadla i celá východní část Haliče, kterou mu 14. března 1923 oficiálně přisoudila i Společnost národů s podmínkou, že polská vláda zaručí oblasti autonomii. V rámci obnoveného Polska, které bylo na rozdíl od někdejšího Polsko-litevského státu centralistickým státem, byla však Halič jako administrativní jednotka zrušena a rozdělena mezi několik vojvodství. Ta nicméně respektovala historickou hranici bývalé rakouské korunní země. Po vypuknutí druhé světové války a porážce Polska v roce 1939 si území Haliče mezi sebe rozdělilo Německo a Sovětský svaz, hranice vedla zčásti po řece San. Po válce byla tato linie zhruba zachována jako nová polsko-sovětská hranice.
V poválečném administrativním členění již nebyla Halič nijak zmiňována, její hranice je však z velké části stále dodržována. V Polsku jde o severovýchodní hranici Malopolského a celou severní hranici Podkarpatského vojvodství, ukrajinské části Haliče odpovídá Lvovská, Ivanofrankovská a s výjimkou nejsevernější části i Ternopolská oblast.